# پیترو بوسلی
پیترو بوسلی (به ایتالیایی: Pietro Boselli ، زادهٔ ۳ دسامبر ۱۹۸۸) مهندس ایتالیایی، مدرس سابق ریاضیات در کالج دانشگاهی لندن و مدل است.

## زندگی
استعداد مدلینگ بوسلی در ۶ سالگی کشف شد و مدلینگ را برای آرمانی جونیور آغاز کرد. وی بعدها در کالج دانشگاهی لندن مهندسی مکانیک خواند و در سال ۲۰۱۰ با مدرک درجه یک لیسانس مهندسی فارغ‌التحصیل شد، سپس در ۱۶ فوریهٔ ۲۰۱۶ تحصیلات پی‌اچ‌دی خود را نیز به پایان رساند. بوسلی در طی زمان تحصیلات پی‌اچ‌دی به دانشجویان مهندسی مکانیک ریاضیات کارشناسی تدریس می‌کرد. در ژانویهٔ ۲۰۱۴ اندام او توجه یکی از دانشجویان را جلب کرد و به‌طور اتفاقی از حرفهٔ مدلینگ او باخبر شد.
یک سال بعد پست فیسبوک او ویروسی شد. پس از پست ویروسی، بوسلی با آژانس مدلینگ بریتانیایی «مدلز وان» قرارداد بست. او از آن زمان لقب جذاب‌ترین معلم ریاضی جهان را از آن خود کرده‌است. در ژوئیهٔ ۲۰۱۷ حساب کاربری اینستاگرام او ۲٫۲ میلیون دنبال‌کننده داشت.

## مدلینگ
بوسلی در کمپین‌های مدلینگ آمریکایی برای ابرکرومبی اند فچ و باشگاه بدنسازی ایکوئینوکس (به انگلیسی: Equinox) دیده شده‌است. او در مجلهٔ چینی جی‌کیو نیز ظاهر شده‌است و تصویرش روی جلد اتیتیود برگزیده شده بود.